# Гринштейн, Абрам Львович
Абрам Львович Гринштейн (1890, Бельцы, Бессарабская губерния — 25 сентября 1937, Дальстрой, Магаданская область) — советский государственный деятель, руководил созданием Молдавской Автономной Советской Социалистической Республики (1924).

## Биография
Родился в Бельцах в семье Лейба Вигдоровича Гринштейна, уроженца Оргеева, и Марьям-Бейлы Зейликовны Гринштейн. Получил традиционное еврейское образование, с одиннадцати лет учился в светской школе, которую окончил в 1911 году. В 1905 году принимал участие в революционных событиях в Одессе и в том же году в Бельцах стал членом Бунда. В 1912—1914 годах продолжил обучение за границей, где познакомился с Н. И. Бухариным. Получив юридическое образование, вернулся в Бельцы, где работал адвокатом. Позже работал учителем древнееврейского языка в Кишинёве.
В начале 1917 года принимал участие в политической борьбе в Петрограде, затем с группой будущих членов Сфатул Цэрий прибыл в Кишинёв. Был избран товарищем председателя Центрального бюро профсоюзов Бессарабии и членом Исполкома Совета крестьянских депутатов. Осенью 1917 года избран товарищем председателя Кишинёвского исполкома, с января 1918 года — один из организаторов Красной Гвардии, секретарь и казначей Военного Совета Тираспольского отряда. С января 1919 года член РКП(б). Был заочно приговорён к пожизненной каторге румынским судом.
До осени 1920 года служил в Красной Армии, участвовал в военных действиях Гражданской войны в качестве начальника политического отдела дивизии, начальника политического отдела армии, военного комиссара дивизии. После демобилизации как председатель Бескомбюро возглавлял работу коммунистического подполья края. Был членом коллегии Закордота (закордонного отдела ЦК КП(б) Украины), ответственным за его работу в Бессарабии, возглавлял секцию Закордота в Одессе, которая решением Политбюро ЦК КП(б)У от 11 ноября 1921 года была переименована в Бюро коммунистической партии Бессарабии и Буковины.
13 августа 1924 года указом председателя ВУЦИКа Г. И. Петровского был назначен ответственным за исполнение директивы ЦК РКП о создании в составе УССР Молдавской Автономной Республики. Прибыв в Одессу 15 августа 1924 года, Гринштейн собрал организационную группу в составе сотрудника транспортного отдела Одесского губернского комитета КП(б)У Г. И. Старого и заведующего агитпропом Николаевского окружного партийного комитета И. И. Бадеева; позже в группу вошли член Бессарабского обкома РКП(б) С. М. Бубновский и сотрудник для особых поручений уполномоченного разведывательного управления РККА в Украине Б. И. Борисов (Шут). 16 августа 1924 года экстренное закрытое заседание секретариата Одесского губкома утвердило решение о создании Организационной комиссии по созданию Молдавской АССР во главе с А. Л. Гринштейном. Последний получил мандат о провозглашении Молдавской республики и организации ревкома. Против этого решения выступил И. О. Дик, требовавший назначения на эту должность работника румынского или молдавского происхождения. В ночь с 11 на 12 октября 1924 года Третья сессия восьмого созыва Всеукраинского Центрального Исполнительного Комитета приняла постановление «Об образовании Молдавской Автономной Советской Социалистической Республики».
После организации МАССР был назначен её постпредом при Украинском правительстве. За открытые выступления в поддержку Л. Д. Троцкого в конце 1920-х годов был снят с должности постпреда, в 1928 году за принадлежность к оппозиции исключён из партии. По постановлению Особого совещания при Коллегии ОГПУ от 25 января 1929 года за антисоветскую деятельность был помещён в исправительно-трудовой лагерь сроком на 3 года. 14 декабря 1931 года срок заключения был продлён на 2 года. 22 ноября 1933 года выслан в Алма-Ату на 3 года, работал экономистом. Повторно был арестован в Алма-Ате 9 января 1935 года и отправлен в Дальстрой, где 8 сентября 1937 года тройкой при УНКВД по Дальстрою приговорён к высшей мере наказания по статьям 58-10 и 58-11 УК РСФСР; расстрелян 25 сентября 1937 года. Реабилитирован в 1956 году.